# Yasiin Bey
Yasiin Bey (pseud. Mos Def), właściwie Dante Terrell Smith Bey (ur. 11 grudnia 1973 w Nowym Jorku) – amerykański raper i aktor. Znany również jako Mighty Mos Def, The Freaky Night Watchman, Boogie Man, Black Dante, Dante Beze, Pretty Flaco i Flaco Bey. 

## Życiorys
Jako nastolatek przeszedł na islam. W 2011 roku zmienił imię na Yasiin i woli być tak nazywany zamiast wcześniejszego pseudonimu Mos Def. Współpracował z takimi gwiazdami, jak Nate Dogg, Pharoahe Monch, Talib Kweli, Common, Alicia Keys, Massive Attack, K’naan, The Roots czy Q-Tip.

## Dyskografia
- Black on Both Sides (1999)
- The New Danger (2004)
- True Magic(inne języki) (2006)
- The Ecstatic(inne języki) (2009)
- Negus (2019) – „album” ukazał się jako muzyczna instalacja w Brooklyn Museum[4]

## Filmografia
- 1991 – The Hard Way
- 1997 – Ghosts
- 1998 – Gdzie jest Marlowe? (Where's Marlowe?)
- 2000 – Bamboozled
- 2001 – Carmen: A Hip Hopera
- 2001 – On, ona i dzieciaki (My Wife and Kids)
- 2001 – Czekając na wyrok (Monster's Ball)
- 2002 – Showtime
- 2002 – Civil Brand
- 2002 – Brown Sugar
- 2003 – Włoska Robota (The Italian Job)
- 2004 – The Woodsman
- 2004 – Something the Lord Made
- 2005 – Lackawanna Blues
- 2005 – Autostopem przez Galaktykę (The Hitchhiker's Guide to the Galaxy)
- 2006 – Dave Chappelle's Block Party
- 2006 – 16 przecznic (16 Blocks)
- 2006 – Talladega Nights: The Ballad of Ricky Bobby
- 2006 – Journey To The End of the Night
- 2008 – Be Kind Rewind
- 2008 – Cadillac Records
- 2009 – Next Day Air
- 2009 – Dr House (gościnnie)
- 2011 – Dexter (w 6. sezonie jako Brat Sam)